# Área de Conservação da Paisagem de Lümandu
A Área de Conservação da Paisagem de Lümandu é um parque natural localizado no condado de Rapla, na Estónia.
A área do parque natural é de 107 hectares.
A área protegida foi fundada em 1981 para proteger as nascentes de Lümandu e a área de conservação botânica de Lümandu. Em 2006, a área protegida foi reformulada para área de conservação paisagística.